# Centrum Misji i Ewangelizacji
Centrum Misji i Ewangelizacji Kościoła Ewangelicko-Augsburskiego w RP (CME) – organizacja misyjno-ewangelizacyjna Kościoła Ewangelicko-Augsburskiego w RP, działająca na terenie całego kraju z siedzibą w Dzięgielowie. Posiada status organizacji pożytku publicznego. Głównym przedsięwzięciem Centrum są coroczne Tygodnie Ewangelizacyjne w Dzięgielowie.

## Misja
Misją Centrum jest motywowanie parafian do aktywności i zaangażowania we własnym środowisku, zachęcanie do podnoszenia kwalifikacji oraz rozwijania zdolności poprzez szkolenia, dostarczanie parafiom środków i materiałów oraz proponowanie projektów i metod do zwiastowania dobrej nowiny o Jezusie Chrystusie, a także udzielanie wszelkiej pomocy w rozbudzaniu duchowego życia członków Kościoła aż do tworzenia nowych parafii luterańskich.

## Struktura organizacyjna
Siedziba CME znajduje się w Dzięgielowie, zgodnie ze statutem jego organami są Rada Centrum Misji i Ewangelizacji oraz Ogólnopolski Duszpasterz Misyjno-Ewangelizacyjny. Rada jako najwyższy organ Centrum czuwa nad realizacją celów oraz nadzoruje działania podejmowane przez CME. Składa się ona z 5 członków powoływanych przez Konsystorz Kościoła, ich kadencja trwa 5 lat. Obecnie prezesem Rady Centrum Misji i Ewangelizacji Kościoła jest ks. bp Jerzy Samiec. Ogólnopolski Duszpasterz Misyjno-Ewangelizacyjny kieruje codzienną pracą Centrum, powoływany jest na 5 letnią kadencję, z możliwością ponownego wyboru. Obecnie Duszpasterzem Misyjno-Ewangelizacyjnym jest ks. Tymoteusz Bujok.

## Historia
Centrum Misji i Ewangelizacji Kościoła Ewangelicko-Augsburskiego zostało powołane do życia decyzją Konsystorza Kościoła Ewangelicko-Augsburskiego w RP 8 maja 1997, którą zatwierdził następnie Synod Kościoła 1 lipca 1997. Jest prawnym następcą Społeczności Chrześcijańskiej w Cieszynie – religijnego towarzystwa powstałego w 1906 roku na Śląsku Cieszyńskim.

## Cele organizacji

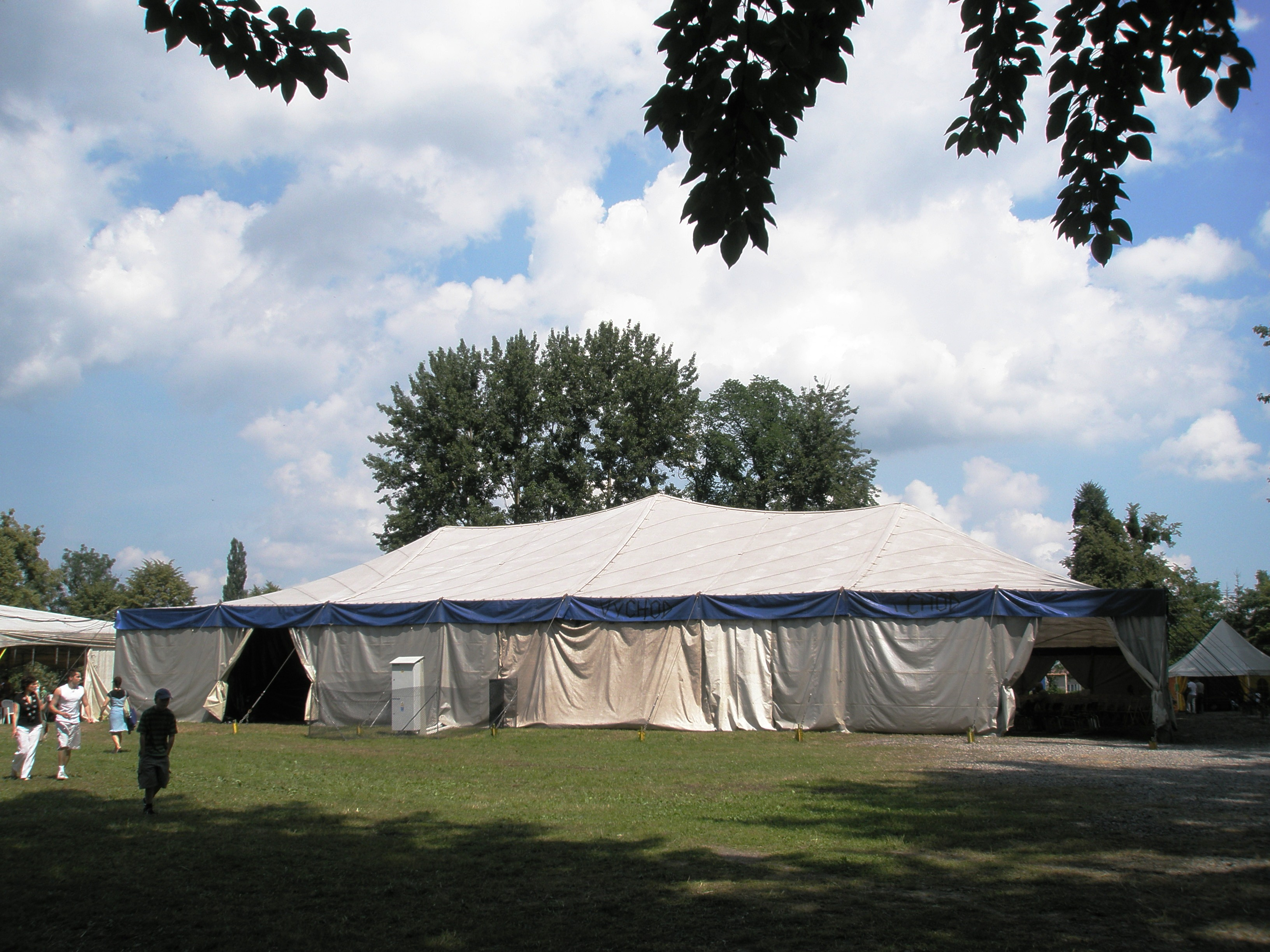
Namiot Tygodnia Ewangelizacyjnego w Dzięgielowie lipiec 2009

Centrum Misji i Ewangelizacji zostało powołane w celu:
1. wspierania Kościoła w działalności misyjnej i ewangelizacyjnej,
2. inspirowania, organizowania, koordynowania i prowadzenia działalności misyjnej, ewangelizacyjnej i oświatowej w ramach całego Kościoła, ze szczególnym uwzględnieniem dzieci, młodzieży i rodzin,
3. współdziałania z proboszczami i diecezjalnymi duszpasterzami ewangelizacyjno-misyjnymi,
4. organizowania ogólnopolskich tygodni ewangelizacyjno-misyjnych oraz współpracy i udzielania wszelkiej pomocy w organizowaniu takich tygodni na szczeblu diecezji,
5. prowadzenia Szkoły Biblijnej, działalności wydawniczej (Wydawnictwo WARTO), informacyjnej,
6. pozyskiwania, szkolenia i otaczania opieką duszpasterską nie ordynowanych pracowników i współpracowników misyjno-ewangelizacyjnych,
7. prowadzenia dla duchownych i studentów teologii różnorodnych szkoleń z zakresu misji, ewangelizacji, oświaty i kultury,
8. ekumenicznego współdziałania z innymi Kościołami chrześcijańskimi na polu misji i ewangelizacji,
9. prowadzenia działalności charytatywnej, edukacyjno-wychowawczej, w zakresie przeciwdziałania patologiom społecznym, na rzecz osób niepełnosprawnych
10. promocji wolontariatu,
11. prowadzenia działalności w zakresie pomocy społecznej, w tym pomocy rodzinom i osobom w trudnej sytuacji życiowej oraz wyrównywania szans tych rodzin i osób.

## Kierunki pracy
CME pracuje w pięciu kierunkach:
1. szkolenie, kształcenie i promowanie wolontariatu,
2. organizowanie spotkań, konferencji i akcji ewangelizacyjnych,
3. wspieranie pracy diakonijnej i charytatywnej,
4. prowadzenie działalności wydawniczej i medialnej,
5. wspieranie powstawania nowych grup, zborów, parafii,

które realizuje w ramach czterech działów pracy: Misja i Ewangelizacja, Centrum Kształcenia Wolontariuszy, Organizacja Pożytku Publicznego, Wydawnictwo WARTO.

## Działy pracy

### Misja i Ewangelizacja
to przede wszystkim praca duszpasterska:
1. Duszpasterstwa Dzieci i Młodzieży (opracowywanie programu szkółek niedzielnych, rekolekcji, program podczas Tygodni Ewangelizacyjnych, organizowanie obozów dla dzieci i młodzieży oraz imprez młodzieżowych);
2. Duszpasterstwa Dorosłych (organizowanie i prowadzenie godzin i grup biblijnych, grup domowych, spotkań tematycznych, konferencji, wyjazdów biblijnych połączonych z wypoczynkiem dla rodzin, małżeństw, kobiet, singli, poradnictwo internetowe na portalu duszpasterz.pl oraz Punkt Poradnictwa w Cieszynie).

Misja i Ewangelizacja to także:
1. kampanie ewangelizacyjne w 5 miejscach w Polsce, ProChrist i JesusHouse;
2. misje zagraniczne w Burkina Faso (Misja Serca i Ewangelii) oraz na Ukrainie;
3. projekty specjalne – „Prawdziwe święta” („Inny Adwent”, „7 bez”, „Reformacja”), operacja „Andrzej”.

### Centrum Kształcenia Wolontariuszy
promuje hasło „Ludzie to Boża metoda”. Wszystkie programy i projekty CME opierają się na zaangażowaniu wolontariuszy. W związku z tym CME:
1. kształci, zabezpiecza potrzeby i dba o rozwój wolontariuszy;
2. oferuje specjalistyczne szkolenia i kursy (Szkoła Biblijna, Korespondencyjny Kurs Biblijny, Kurs Liderów Młodzieżowych, Szkolenie Pomocników i Pracowników wśród Dzieci, Wstępny i Podstawowy Kurs Duszpasterski, Tak zaszczepicie chrześcijaństwo).

### Organizacja pożytku publicznego
CME jest Organizacją Pożytku Publicznego od 2004 roku. W ramach tej działalności realizuje szereg projektów „dla poprawy jakości życia”, za pomocą których chce służyć ludziom najbardziej potrzebującym, wypełniając tym samym najważniejsze przykazanie miłości bliźniego. Wpływy 1% podatku dochodowego KRS 0000225011 przeznacza na:
1. Działalność społeczną (profilaktyka przeciwalkoholowa, Punkt Poradnictwa w Cieszynie, praca pedagogiczna z dziećmi ulicy, dowożenie obiadów do osób starszych i samotnych);
2. Działalność charytatywną („Daj dzieciom nadzieję” – finansowanie letniego wypoczynku najuboższym dzieciom i młodzieży, „Rodzina rodzinie” – wspieranie rodzin w sytuacjach kryzysowych, „Prezent pod choinkę” – przygotowywanie prezentów świątecznych dla dzieci na Ukrainie oraz w Burkina Faso);
3. Działalność kulturalną (Bibliobus, Zespół CME, Artystyczna Grupa Klaunów, Musical Puzzle).

W 2010 roku CME rozpoczęło współpracę ze stowarzyszeniem Joannici - Dzieło Pomocy (organizowanie grup pomocy przedlekarskiej w szkołach, kursów pierwszej pomocy) oraz rozpoczyna projekt hospicyjny.

### Wydawnictwo „Warto”
Powstało w ramach CME w 2004 roku.

## Współpraca

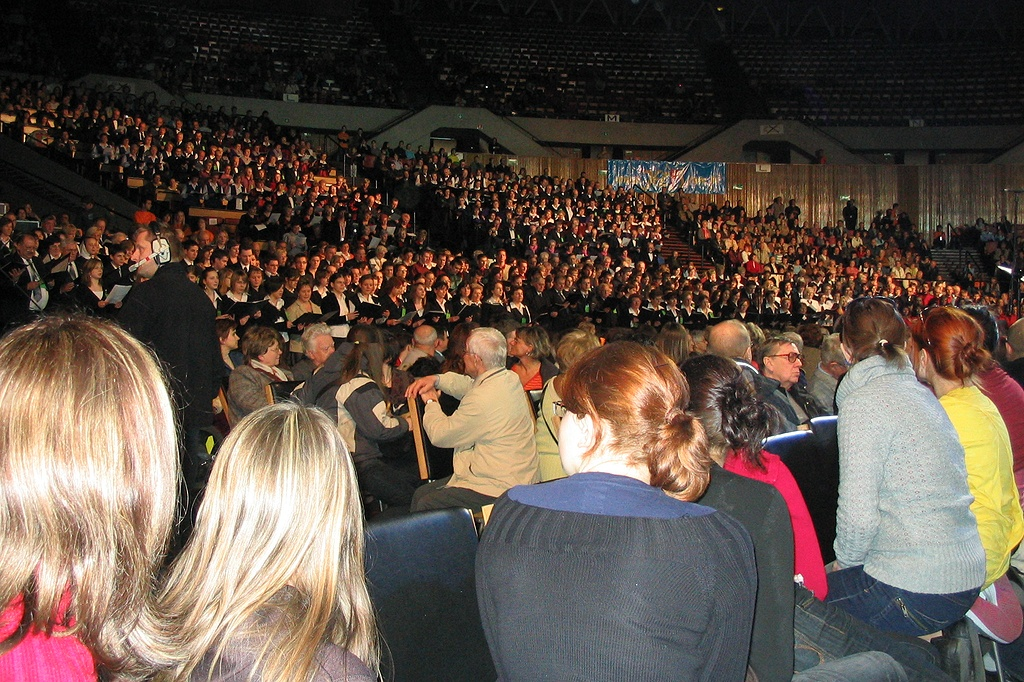
Ewangelizacja ProChrist w katowickim Spodku kwiecień 2008

Centrum Misji i Ewangelizacji współpracuje z organizacjami pozarządowymi i samorządami przy realizacji projektów w różnych miejscach Polski oraz partnerskimi organizacjami międzynarodowymi.